# Pajaro
Pajaro és una concentració de població designada pel cens dels Estats Units a l'estat de Califòrnia. Segons el cens del 2000 tenia 3.384 habitants.

## Demografia
Segons el cens del 2000, Pajaro tenia 3.384 habitants, 634 habitatges, i 571 famílies. La densitat de població era de 1.390 habitants/km².
Dels 634 habitatges en un 66,9% hi vivien nens de menys de 18 anys, en un 67,5% hi vivien parelles casades, en un 14,5% dones solteres, i en un 9,9% no eren unitats familiars. En el 6,3% dels habitatges hi vivien persones soles el 3% de les quals corresponia a persones de 65 anys o més que vivien soles. El nombre mitjà de persones vivint en cada habitatge era de 5,28 i el nombre mitjà de persones que vivien en cada família era de 5,25.
Per edats la població es repartia de la següent manera: un 39,6% tenia menys de 18 anys, un 15,5% entre 18 i 24, un 30,3% entre 25 i 44, un 10,4% de 45 a 60 i un 4,2% 65 anys o més.
L'edat mediana era de 23 anys. Per cada 100 dones de 18 o més anys hi havia 124,2 homes.
La renda mediana per habitatge era de 38.315 $ i la renda mediana per família de 37.083 $. Els homes tenien una renda mediana de 17.384 $ mentre que les dones 17.917 $. La renda per capita de la població era de 9.893 $. Entorn del 20,4% de les famílies i el 22,2% de la població estaven per davall del llindar de pobresa.

## Poblacions més properes
El següent diagrama mostra les poblacions més properes.